# Hamilton, Tasmanien
Hamilton är en ort i Australien. Den ligger i kommunen Central Highlands och delstaten Tasmanien, i den sydöstra delen av landet, omkring 53 kilometer nordväst om delstatshuvudstaden Hobart. Antalet invånare är 300.
Trakten runt Hamilton är nära nog obefolkad, med mindre än två invånare per kvadratkilometer.. Närmaste större samhälle är Ellendale, omkring 13 kilometer sydväst om Hamilton. 
I omgivningarna runt Hamilton växer huvudsakligen savannskog. Genomsnittlig årsnederbörd är 1 164 millimeter. Den regnigaste månaden är september, med i genomsnitt 142 mm nederbörd, och den torraste är februari, med 49 mm nederbörd.